# Avis de recherche (document)
Pour les articles homonymes, voir Avis de recherche.

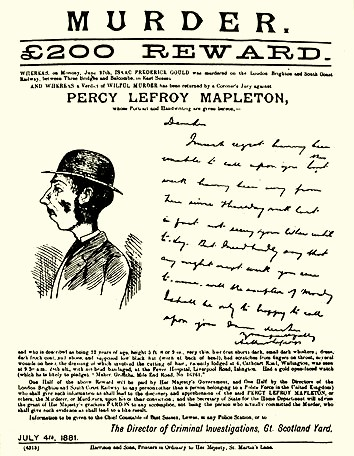
Avis de recherche de Percy Lefroy Mapleton (1881), le premier du Royaume-Uni. De telles affiches étaient déjà courantes à cette époque aux États-Unis.

Un avis de recherche est un document destiné à informer le public de la recherche d'un criminel ou d'une personne disparue. 

## Aux États-Unis
Les avis de recherche étaient fréquemment émis aux États-Unis, notamment dans les régions à faible encadrement policier du Far West, la justice déléguant alors moyennant une récompense (en) le travail d'arrestation, voire d'exécution (si l'avis est Dead or alive, « mort ou vif »), à une personne privée volontaire, dite « chasseur de primes », qui peut se trouver en concurrence avec d'autres chasseurs de primes. L'avis de recherche comprend souvent une photographie ou un portrait-robot de la personne recherchée. 

## Au cinéma
Les avis de recherche et chasseurs de primes sont un élément récurrent des films de western. Un cas emblématique est le film de Sergio Leone, Et pour quelques dollars de plus (1965), dans lequel le personnage joué par Clint Eastwood traque et finit par abattre la quinzaine de membres de la bande d'El Indio (Gian Maria Volonté). Dans la scène finale, de style humour noir, il les compte en les entassant dans une charrette avant d'aller toucher les primes. 